# Hysterura literataria
Hysterura literataria là một loài bướm đêm trong họ Geometridae.